# Celastrus annamensis
Celastrus annamensis är en benvedsväxtart som beskrevs av Marie Laure Tardieu. Celastrus annamensis ingår i släktet Celastrus och familjen Celastraceae. Inga underarter finns listade.